# Esgrima na Universíada de Verão de 1959
A esgrima na Universíada de Verão de 1959 foi um evento disputado em Turim, na Itália. Foram disputadas 8 modalidades sendo 4 na modalidade em equipe. 

## Resultado

### Masculino
Os resultados na categoria masculina foram os seguintes. 
| Evento             | Ouro                                                                                | Prata                                                                                   | Bronze                                                                               |
| ------------------ | ----------------------------------------------------------------------------------- | --------------------------------------------------------------------------------------- | ------------------------------------------------------------------------------------ |
| Florete individual | Guy Barrabino · França                                                              | Yury Sisikin · União Soviética                                                          | Viktor Zhdanovich · União Soviética                                                  |
| Florete equipe     | União Soviética · Yury Sisikin · Iuri Osip'ovi · Viktor Zhdanovich · Yevgeny Ryumin | Hungria · Ferenc Czvikovszky · Jenő Kamuti · József Marosi · Bertalan Szőcs             | França · Pierre Rodocanachi · Guy Barrabino · Ceretti · Vincent                      |
| Espada individual  | István Kausz · Hungria                                                              | Michel Steininger · Suíça                                                               | Göran Abrahamsson · Suécia                                                           |
| Espada equipe      | Itália · Guido Cipriani · Alberto Pellegrino · Gianluigi Saccaro · Pietro Tassinari | Polónia · Wiesław Glos · Bogdan Gonsior · Włodzimierz Strzyżewski · Jerzy Wojciechowski | Hungria · István Kausz · József Marosi · Pál Rabár · Tibor Szûcs                     |
| Sabre individual   | Wladimiro Calarese · Itália                                                         | Emil Ochyra · Polónia                                                                   | Jean-Ernest Ramez · França                                                           |
| Sabre equipe       | Hungria · Attila Kovács · Tamás Mendelényi · Tibor Pézsa · József Szerencsés        | Itália · Wladimiro Calarese · Mario Ravagnan · Guido Benvenuti · Michele Reese          | Polónia · Bronisław Borowski · Ryszard Parulski · Emil Ochyra · Eugeniusz Kaźmierski |

### Feminino
Os resultados na categoria feminina foram os seguintes. 
| Evento             | Ouro                                                                       | Prata                                                                           | Bronze                                                                               |
| ------------------ | -------------------------------------------------------------------------- | ------------------------------------------------------------------------------- | ------------------------------------------------------------------------------------ |
| Florete individual | Rosemarie Weiß · Alemanha Ocidental                                        | Gudrun Vorbrich · Alemanha Ocidental                                            | Monique Leroux · França                                                              |
| Florete equipe     | França · Monique Leroux · Florence Roussy · Cuvelier · Mireille Schamanech | Alemanha Ocidental · Gudrun Vorbrich · Rosemarie Weiß · Ursula Michels · Dörner | Itália · Claudia Pasini · Cristiana Bortolotti · Leopolda Predaroli · Vera Mantovani |

## Quadro de medalhas
| Ordem | País                   | Medalha de ouro | Medalha de prata | Medalha de bronze |    |
| ----- | ---------------------- | --------------- | ---------------- | ----------------- | -- |
| 1     | HUN Hungria            | 2               | 1                | 1                 | 4  |
|       | ITA Itália             | 2               | 1                | 1                 | 4  |
| 3     | FRA França             | 2               |                  | 3                 | 5  |
| 4     | FRG Alemanha Ocidental | 1               | 2                |                   | 3  |
| 5     | URS União Soviética    | 1               | 1                | 1                 | 3  |
| 6     | POL Polônia            |                 | 2                | 1                 | 3  |
| 7     | SUI Suíça              |                 | 1                |                   | 1  |
| 8     | SWE Suécia             |                 |                  | 1                 | 1  |
| TOTAL | TOTAL                  | 8               | 8                | 8                 | 24 |